# Grand Prix d'Ouverture La Marseillaise 2001
Il Grand Prix d'Ouverture La Marseillaise 2001, ventiduesima edizione della corsa e valido come evento del circuito UCI categoria 1.4, si svolse il 6 febbraio 2001 su un percorso di 151,9 km, con partenza da Gardanne e arrivo a La Seyne-sur-Mer, in Francia. La vittoria fu appannaggio del danese Jakob Piil, che completò il percorso in 3h32'19", alla media di 42,926 km/h, precedendo il connazionale Nicolaj Bo Larsen ed il francese Florent Brard.
Sul traguardo di La Seyne-sur-Mer 38 ciclisti portarono a termine la competizione.

## Ordine d'arrivo (Top 10)
| Pos. | Corridore           | Squadra         | Tempo    |
| ---- | ------------------- | --------------- | -------- |
| 1    | Jakob Piil          | CSC-Tiscali     | 3h32'19" |
| 2    | Nicolaj Bo Larsen   | CSC-Tiscali     | s.t.     |
| 3    | Florent Brard       | Festina         | s.t.     |
| 4    | Christophe Oriol    | Jean Delatour   | s.t.     |
| 5    | Patrice Halgand     | Jean Delatour   | a 2'39"  |
| 6    | Aleksandr Bočarov   | AG2R Prévoyance | s.t.     |
| 7    | Peter Farazijn      | Cofidis         | a 2'43"  |
| 8    | Sébastien Demarbaix | AG2R Prévoyance | a 3'19"  |
| 9    | Jurgen Vermeersch   | Landbouwkrediet | s.t.     |
| 10   | Nicolas Fritsch     | F. des Jeux     | s.t.     |